# 李正彝
李正彞（1519年—？年），字德敘，湖廣岳州府巴陵縣人，軍籍。

## 生平
十月二十一日生，行二，治《詩經》，由國子生中式嘉靖二十二年（1543年）癸卯科湖廣鄉試第十六名舉人，年三十二歲中式嘉靖二十九年（1550年）庚戌科會試中式第二百六十名，第三甲第八十名進士。授四川富顺县知县。三十三年五月选授福建道試监察御史，三十五年三月考察閑住。後出任江西按察司佥事，四十年十二月以不及降调。

## 家族
曾祖李元道；祖李必湧；父李珦；母余氏。具慶下，兄正仁（省祭官），弟正信。